# ANT (réseau)
Pour les articles homonymes, voir ANT.

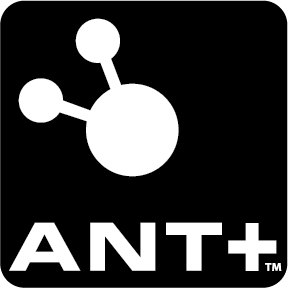
Logo de l’ANT +

ANT ou ANT+ est un protocole de communication sans fils opérant sur la bande de fréquence de 2,4 GHz. L'une des caractéristiques de ANT est son dimensionnement pour ne demander que très peu d'énergie. Le champ d'application est principalement des capteurs, qu'ils soient dans le domaine de la santé, du sport, de la domotique ou de l'industrie. L'une des premières applications fut justement la mesure du sport de haut niveau comme le cyclisme. 
Le protocole ANT a été conçu et commercialisé par Dynastream Innovations Inc, filiale du fabricant d'articles utilisant le système de localisation GPS Garmin.
Les deux technologies concurrentes sont principalement le Zigbee et le Bluetooth.

## Informations techniques
L'ANT peut être configuré pour passer de longues périodes en mode veille à faible consommation (consommant de l'ordre des microampères de courant), se réveiller brièvement pour communiquer (lorsque la consommation atteint un pic de 22 mA (à -5 dB) pendant la réception et de 13,5 mA (à -5 dB) pendant la transmission) et retourner en mode veille. La consommation moyenne de courant pour les faibles débits de messages est inférieure à 60 microampères sur certains appareils.
Les nœuds alimentés par ANT sont capables d'agir simultanément en tant que sources ou puits dans un réseau de capteurs sans fil. Cela signifie que les nœuds peuvent agir comme émetteurs, récepteurs ou émetteurs-récepteurs pour acheminer le trafic vers d'autres nœuds. En outre, chaque nœud est capable de déterminer quand transmettre en fonction de l'activité de ses voisins. Tout nœud peut émettre ou recevoir, les canaux sont donc bidirectionnels.
ANT prend en charge trois types de messagerie : diffusion, accusé de réception et salve. La diffusion est une communication unidirectionnelle d'un nœud à un autre (ou plusieurs). Le ou les nœuds récepteurs ne transmettent pas d'accusé de réception, mais le nœud récepteur peut toujours renvoyer des messages au nœud émetteur. Cette technique est adaptée aux applications de capteurs et constitue la méthode de fonctionnement la plus économique.
La communication avec accusé de réception confirme la réception des paquets de données. L'émetteur est informé du succès ou de l'échec, mais il n'y a pas de retransmission. Cette technique est adaptée aux applications de contrôle.
ANT peut également être utilisé pour la transmission de messages en salves. Il s'agit d'une technique de transmission de plusieurs messages utilisant toute la largeur de bande de données et allant jusqu'au terme. Le nœud récepteur accuse réception et signale les paquets corrompus que l'émetteur envoie à nouveau. Les paquets sont numérotés en séquence pour assurer leur traçabilité. Cette technique est adaptée au transfert de blocs de données où l'intégrité des données est primordiale.

## Comparaison avec d'autres protocoles
ANT a été conçu pour les réseaux de capteurs à faible débit binaire et à faible consommation, d'une manière conceptuellement similaire (mais non compatible) à Bluetooth à basse consommation. Cela contraste avec le Bluetooth normal, qui a été conçu pour des applications à débit binaire relativement élevé, telles que la diffusion de son en continu pour des casques à faible puissance.
ANT utilise une transmission isochrone adaptative pour permettre à de nombreux dispositifs ANT de communiquer simultanément sans interférence les uns avec les autres, contrairement à Bluetooth LE, qui prend en charge un nombre illimité de nœuds par le biais de scatternets et de la diffusion entre dispositifs.
|                                         | ANT                                                                                                  | Z-Wave                                               | Bluetooth                                   | Bluetooth LE                                                                    | Zigbee                                       |
| --------------------------------------- | --- | ---------------------------------------------------- | ------------------------------------------- | ------------------------------------------------------------------------------- | -------------------------------------------- |
| Normalisation                           | Propriétaire                                                                                         | Propriétaire                                         | Standard                                    | Standard                                                                        | Standard                                     |
| Topologies                              | Point à point, étoile, arborescence, mesh                                                            | Mesh                                                 | Point à point, scatternet                   | Point à point, étoile, mesh                                                     | Mesh                                         |
| Bande                                   | 2,4 GHz                                                                                              | 2,4 GHz et 900 MHz (varie légèrement selon les pays) | 2,4 GHz                                     | 2,4 GHz                                                                         | 2,4 GHz                                      |
| Portée                                  | 30 m à 0 dBm                                                                                         | 10-100 m                                             | 1–100 m                                     | 10–600 m dans l'air (Bluetooth 5)                                               | 10–100 m                                     |
| Débit de données maximum                | Broadcast/Ack – 200 Hz × 8 bytes × 8 bits = 12,8 kbit/s Burst - 20 kbit/s Advanced Burst - 60 kbit/s | 100 kbit/s                                           | 1-3 Mbit/s                                  | 125 kbit/s, 250 kbit/s, 500 kbit/s, 1 Mbit/s, 2 Mbit/s (Bluetooth 5 PHY speeds) | 250 kbit/s (à 2,4 GHz)                       |
| Débit des applications                  | 0,5 Hz à 200 Hz (8 bytes data)                                                                       |                                                      | 0,7-2,1 Mbit/s                              | 305 kbit/s (Bluetooth 4.0)                                                      |                                              |
| Nombre maximum de nœuds dans le piconet | 65533 par canal partagé (8 canaux partagés)                                                          | 232 dispositifs par réseau                           | 1 puits et 7 capteurs actifs, 200+ inactifs | 1 puits et 7 capteurs (mais scatternet illimité) mesh - 32767                   | étoile - 65536                               |
| Sécurité                                | AES-128 et clé 64 bits                                                                               | AES-128                                              | clé 56-128 bits                             | AES-128                                                                         | AES-128                                      |
| Modulation                              | GFSK (Gaussian frequency-shift keying)                                                               | FSK                                                  | GFSK                                        | GFSK                                                                            | OQPSK (Offset quadrature phase-shift keying) |

## Immunité aux interférences
Bluetooth, Wi-Fi et ZigBee utilisent respectivement les schémas DSSS (Direct Sequence Spread Spectrum) et FHSS (Frequency-Hopping Spread Spectrum) pour maintenir l'intégrité de la liaison sans fil.
ANT utilise une technologie de réseau isochrone adaptatif pour assurer la coexistence avec d'autres dispositifs ANT. Ce système permet à chaque transmission de se produire dans un créneau temporel sans interférence à l'intérieur de la bande de fréquences définie. La radio transmet pendant moins de 150 µs par message, ce qui permet de diviser un seul canal en centaines de tranches de temps. La période de transmission des messages ANT (le temps entre chaque nœud transmettant ses données) détermine le nombre d'intervalles de temps disponibles.

## ANT+
ANT+, présenté en 2004 comme « la première norme sans fil à très faible consommation », est une fonction d'interopérabilité qui peut être ajoutée au protocole ANT de base. Cette normalisation permet de mettre en réseau des dispositifs ANT+ proches afin de faciliter la collecte et l'interprétation ouvertes des données des capteurs. Par exemple, les dispositifs de surveillance de la condition physique compatibles ANT+, tels que les cardiofréquencemètres, les podomètres, les moniteurs de vitesse et les balances de poids, peuvent tous fonctionner ensemble pour assembler et suivre les mesures de performance.
La spécification ANT+ est disponible publiquement. Lors de la conférence DEF CON 2019, le hacker Brad Dixon a fait la démonstration d'un outil permettant de modifier les données ANT+ transmises par USB pour tricher dans le cyclisme virtuel.